# ما قبل تاريخ الولايات المتحدة الأمريكية
يتألف ما قبل تاريخ الولايات المتحدة الأمريكية من الأحداث التي جرت على المناطق التي تعد اليوم جزءًا من الولايات المتحدة الأمريكية خلال الفترة الممتدة من تشكيل الأرض إلى فترة توثيق التاريخ المحلي بشكل مكتوب. كان ما يسمى اليوم «أمريكا الشمالية» في بداية حقبة الحياة القديمة في النصف الجنوبي من الكرة الأرضية آنذاك. ازدهرت الحياة البحرية في البحار العديدة لهذه الأراضي، مع أن الحياة لم تكون تطورت بعد على اليابسة. خلال الفترة المتأخرة من حقبة الحياة القديمة، حلت المستنقعات محل البحار على نطاق واسع لتكون موطنًا للبرمائيات والزواحف البدائية. سادت ظروف أكثر جفافًا عندما تجمعت القارات لتشكل بانجيا. سادت الأسلاف التطورية للثدييات في هذه البلاد حتى حدث انقراض جماعي أدى إلى انتهاء عصرها.
تبع ذلك العصر الثلاثي، وهو أول عصر في حقبة الحياة الوسطى. تطورت الديناصورات وبدأت صعودها للسيطرة، منتشرةً بسرعة في الأراضي التي تسمى اليوم الولايات المتحدة. سرعان ما بدأت بانجيا بالانقسام وبدأت أمريكا الشمالية بالانجراف باتجاه الشمال والغرب. في العصر الجوراسي المتأخر، كانت سهول الفيضانات في الولايات العربية موطنًا للديناصورات كالألوصور والأباتوصور والستيغوصور. خلال العصر الطباشيري، توسع خليج المكسيك حتى فسم أمريكا الشمالية بالنصف. سبحت البليزوصورات والموزاصوريات في مياهه. بدأ الخليج بعد ذلك بالتراجع في نفس العصر وأصبحت السهول الساحلية للولايات الغربية موطنًا للديناصورات كالإدمونوصور والترايسيراتوبس والتيرانوصور. أنهى انقراض جماعي آخر عصر الديناصورات.
بدأت حقبة الحياة الحديثة بعد ذلك. اختفى البحر الداخلي الذي كان في العصر الطباشيري تدريجيًّا وبدأت الثدييات تسود الأراضي. كانت الولايات العربية في العصر الإيوسيني موطنًا لجمال وخيول بدائية بالإضافة إلى المفترسات اللاحمة. دخلت بعدها الثدييات إلى المحيطات وسبح الحوت القديم الباسيلوصور في المياه الساحلية للجنوب الشرقي. هيمنت البرونتوثيريات الشبيهة بوحيد القرن في العصر الأوليغوسيني على داكوتا الجنوبية. منذ ذلك الحين بدأ المناخ في الولايات المتحدة يبرد وصولًا إلى العصر الحديث الأقرب، عند انتشار الجليدات الثلجية. جابت السنوريات سيفية الأنياب وكائنات الماموث الصوفي، والصناجة، والذئب الرهيب في الأراضي. وصل البشر عبر جسر من اليابسة بين سيبيريا وألاسكا وربما لعبوا دورًا في صيد هذه الحيوانات حتى الانقراض.

## العصر ما قبل الكامبري

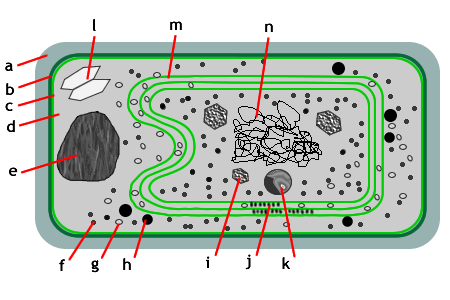
صورة توضيحية

عاشت أولى حقيقيات النوى قبل نحو 1.4 مليار سنة خلال العصر ما قبل الكامبري قرب ينبوع بك، كاليفورنيا. كانت هذه الكائنات قادرة على التركيب الضوئي وكانت تنتج الأكسجين كمنتج ثانوي لوظائفها العضوية. أطلقت حقيقيات نوى ينبوع بك وكائنات أخرى مركبة للضوء في العصر ما قبل الكامبري الأكسجين الذي جعل الغلاف الجوي للأرض قابلًا للتنفس حتى اليوم. حفظت بقايا طحالب خضراء-زرقاء من العصر ما قبل الكامبري بين مرفأ كوبر ومرفأ إيغل على شواطئ بحيرة سوبيريور في شبه الجزيرة العليا في ميشيغان. ظهور أول حقيقيات النوى في السجل الأحفوري تبعه دلالات على حياة متعددة الخلايا. تحفظ صخور في نيفادا تعود إلى ما قبل مليار عام آثار مستحاثات تركتها ديدان كانت تحفر تحت الرواسب. حفظت أشكال أخرى للحياة ما قبل الكامبرية في كارولاينا الشمالية وأريزونا.

## حقبة الحياة القديمة
بدأت حقبة الحياة القديمة عقب العصر ما قبل الكامبري. كانت أول وحدة زمنية كبيرة فيها العصر الكامبري لحقبة الحياة القديمة. في ذلك الوقت كانت قارات الأرض متوزعة بشكل مختلف جدًّا وكانت أصغر بشكل عام مما هي عليه اليوم. كان الجزء الجنوبي الشرقي للولايات المتحدة متصلًا بأمريكا الجنوبية وأفريقيا وموجودًا في خطوط العرض القطبية لنصف الكرة الجنوبي. كانت الولايات الغربية قريبة من خط الاستواء.
كانت كل الحياة المعروفة في العصر الكامبري مائية، لذا كانت مناطق الولايات المتحدة الأعلى من مستوى سطح البحر أراضٍ مقفرة عقيمة. المفصليات ثلاثية الفصوص أكثر نوع انتشارًا من الحيوانات في السجل الأحفوري الكامبري. أكثر الكائنات بروزًا الإلراثيا في منطقة أنتيلوب سبرينغز (معناها ينابيع الظباء) في يوتاه. كانت القدحيات القديمة الشبيهة بالإسفنج شائعةً في نيفادا. كانت الكائنات الإسفنجية وبطنيات الأرجل وعضديات الأرجل أيضًا حيوانات كامبرية مهمة. انخفضت مستويات ارتفاع البحر حول أمريكا الشمالية بنهاية العصر الكامبري. تدمرت الأنظمة البيئية في المياه الضحلة على الأغلب. انتهى العصر الكامبري بانقراض جماعي. على صعيد عالمي، خسرت باطنيات الأرجل وعضديات الأرجل كثيرًا من تنوعها الحيوي، وفقدت الكائنات الإسفنجية نحو نصف أسرها واختفت نحو ثلاثة أرباع أسر المفصليات ثلاثية الفصوص المعاصرة في الفترة نفسها.
غمر جزء كبير من القارة في المياه أخيرًا عند ارتفاع منسوب المياه من جديد. يبدو أن أكثر الحيوانات شيوعًا في السجل الأحفوري للعصر الأوردوفيشي عضديات الأرجل. نمت أعداد كبيرة وحفظت بتفاصيل دقيقة قرب سينسيناتي خلال العصر الأوردوفيشي الأوسط. حفظ أعضاء من هذه المجموعة الحيوانية في إنديانا وكنتاكي وأوهايو. تختلف معظم المفصليات ثلاثية الفصوص عن أسلافها الكامبرية إذ تنوعت الأصناف القليلة التي نجت من الانقراض الجماعي من جديد. تركت أسماك قديمة لافكية تدعى قوقعيات الأدمة خلفها شظايا عظمية فيما يدعى حاليًا منطقة جبال روكي. في وقت متأخر من العصر الأوردوفيشي انخفض مستوى سطح البحر. حدد انقراض جماعي آخر نهاية العصر الأوردوفيشي. اختفت 25% من الأسر عالميًا. شهدت عضديات الأرجل والأسماك والإسفنجيات وقنافذ البحر والمفصليات ثلاثية الفصوص خسائر كبيرة. كان هذا الانقراض الجماعي أيضًا أشد ضررًا على المفصليات ثلاثية الفصوص، التي خسرت 50% من أسرها.
خلال العصر السيلوري غطت البحار الضحلة الدافئة معظم أمريكا الشمالية. كانت إيلينوي وإنديانا وميشيغان مواطن لشعب مرجانية كبيرة. شعب إنديانا على وجه الخصوص من بين الأكثر تنوعًا في تلك الفترة على امتداد القارة بأكملها. كانت الأجزاء الجنوبية الشرقية من الولايات المتحدة ما تزال جزءًا من أراضي غندوانا خلال العصر السيلوري. كانت كائنات الغرابتوليت ما تزال تسكن المياه القريبة من الساحل الشرقي للولايات المتحدة، ولكنها لم تكونًا مكونًا كبيرًا من المجموعة الحيوانية للعصر السيلوري كما كانت في العصر الأوردوفيشي. مع تقدم العصر السيلوري تراجعت البحار التي تغطي معظم البلاد. وحدها مناطق نيويورك وميشيغان (قرب خط الاستواء) كانت ما تزال غارقة. ولكن هذه البحار المحاطة باليابسة من كل الجهات لم تكن تتجدد مياهها وتبخرت بالتالي تدريجيًّا، تاركةً وراءها رواسب ملحية مركزة في تلك المناطق.
شهدت أمريكا الشمالية في العصر الديفوني من جديد بحارًا زاخرة بالحياة. في الواقع، ربما كانت الحياة البحرية في العصر الديفوني أكثر وفرة وتنوعًا من أي زمن آخر في حقبة الحياة القديمة. أصبحت الإسفنجيات الزجاجية متوفرة بكثرة في غرب نيويورك خلال العصر الديفوني، ومن أبرزها المستحاثات البحرية في مقاطعة كاياهوغا، أوهايو، والتي كانت موطنًا لأكثر من 120 نوع من الحياة البحرية. تركت الأسماك المحلية وحدها أكثر من 50,000 مستحاثة. خلال العصر الديفوني المتأخر نمت أقدم النباتات المعروفة الحاملة للبذور في بنسلفانيا. ربما كانت النباتات المسؤولة عن ترك آثار البذور الأحفورية المحلية سرخسيات بذرية، وهي نباتات يشبه سعفها السرخسيات، ولكنها تتكاثر عن طريق البذور عوضًا عن الأبواغ. تشكلت غابة غيلبوا، وهي من الغابات الأولى في العالم، في نيويورك في نحو ذاك الزمن. انتهى العصر الديفوني بانقراض جماعي آخر. فقد العالم حينها 25% من الأسر التي كانت موجودة. وانقرضت تقريبًا كل أسر الأمونيت والأسماك والبرمائيات. انقرضت أشهر أسر المرجان والمفصليات ثلاثية الفصوص. من الأصناف الأخرى التي عانت من انخفاض تنوعها عضديات الأرجل والحيوانات الحزازية وزنابق البحر والصدفيات.
سمي العصر المسيسيبي الذي تبع العصر الديفوني عصر زنابق البحر لأن هذه المجموعة خلفت وراءها الكثير من المستحاثات. من أشكال الحياة الأخرى الشائعة أقرباؤها من براعم البحر. كانت المنخربات ذات الأحجام الصغيرة كرأس الدبوس والمسماة إندوثيرا تتغذى على الفتات الذي تجده على أرضية البحار وكانت وافرة بكثرة في العصر المسيسيبي. بعض الحجار الجيرية التي تشكلت في إيلينوي وميزوري في تلك الفترة مكونة بالكامل تقريبًا من بقاياها. لا نعرف سوى القليل من المستحاثات التي تعيش على اليابسة من العصر المسيسيبي في أمريكا الشمالية.
في العصر البنسلفاني الذي تبع ذلك، ضم الانزياح الشمالي لغندوانا أخيرًا جنوب شرق الولايات المتحدة إلى أمريكا الشمالية مع بدء تشكل بانجيا. رفع بناء الجبال سلسلة جبال روكي التابعة للأسلاف في كولورادو، ويوتاه، ووايومينغ. غادرت مياه البحار الجزء الداخلي من البلاد. كانت المستنقعات كثيرة النباتات منتشرة. أكبر الحشرات في التاريخ الجيولوجي عاشت خلال العصر البنسلفاني. خلفت برمائيات عملاقة شبيهة بالسلمندر وراءها آثار أقدام قرب لورنس، كنساس، أصبحت فيما بعد مستحاثات.